# Dickinson W. Richards
Dickinson Woodruff Richards, Jr., ameriški zdravnik, fiziolog in akademik, nobelovec, * 30. oktober 1895, Orange, New Jersey, Združene države Amerike, † 23. februar 1973, Lakeville, Connecticut.
Znan je po svojih raziskavah fiziologije in patologije obtočil in dihal. V bolnišnici Bellevue v New Yorku je s sodelavcem Andréem Cournandom opravil obsežno študijo funkcije in patologije pljučnega krvnega obtoka z uporabo takrat nove tehnike kateterizacije srca, ki jo je pred tem izumil Werner Forßmann. Za to delo so si vsi trije leta 1956 razdelili Nobelovo nagrado za fiziologijo ali medicino.

## Življenjepis
Rodil se je v družini odvetnika, ki mu je omogočil dobro izobrazbo. Obiskoval je pripravljalno srednjo šolo Hotchkiss v Lakevilleu (Connecticut), leta 1917 pa je končal prvostopenjski študij humanistike na Univerzi Yale. Nato je vstopil v vojsko in med prvo svetovno vojno služil kot oficir topništva v Franciji. Po vojni je po zgledu prednikov po materini strani vpisal študij medicine na Univerzi Columbia, ki ga je končal leta 1923 s pridobitvijo naziva doktor medicine. Pripravništvo je opravljal v prezbiterijanski bolnišnici v New Yorku, kjer je začel z raziskavami fiziologije obtočil, ob končanem pripravništvu pa je leta 1927 odšel še v London na usposabljanje pri kasnejšemu nobelovcu Henryju Daleu na Nacionalni inštitut za medicinske raziskave. Leta 1928 je postal predavatelj na kolidžu zdravnikov in kirurgov Univerze Columbia.
Leta 1931 ga je najel Cournand, ki je v bolnišnici Bellevue raziskoval fiziologijo dihanja, a se je zavedel, da brez poznavanja srčno-žilnega sistema ne bo napredka. Richards se je tega leta poročil s Constance Riley, par je imel štiri otroke. V bolnišnici Bellevue so se ukvarjali z različnimi temeljnimi vprašanji in leta 1940 začeli eksperimentirati s kateterizacijo desnega preddvora pri človeku, s katero so lahko natančno izmerili koncentracije različnih plinov v krvi, prek tega pa z uporabo Fickovega načela neposredno izračunali minutni volumen srca. Richards se je tehnike izučil med raziskovalnim obiskom Pariza leta 1936 in pričel s poskusi na živalih, s katerimi je dokazal, da je možno varno potisniti kateter skozi srce vse do pljuč. Šele potem so začeli tehniko uporabljati na ljudeh, prvo Cournandovo poročilo o tem je izšlo leta 1941.
Sledila je vrsta poskusov, s katero so ugotavljali motnje v delovanju drugih organov ob zmanjšanem volumnu krvi zaradi prirojenih srčnih okvar ali drugih motenj ter razvijali zdravljenje teh motenj s terapevtskim povečevanjem volumna krvi. Zaradi razmer med drugo svetovno vojno je postal šok zaradi travmatske izgube krvi ali opeklin še posebej pomembno vprašanje in skupina je izvedla številne meritve, s katerimi je denimo razkrila mehanizem šoka ob izgubi 40–50 % krvi ter ugotovila, da je transfuzija cele krvi v takih okoliščinah učinkovitejša od plazme.
Richards se je po vojni, leta 1945, polno zaposlil v bolnišnici Bellevue, kjer je ostal do konca kariere. Cournand se je takrat ukvarjal z diagnostično prirojenih srčnih napak, Richards pa se je lotil raziskav kroničnih pljučnih bolezni in pljučnega srca. Postal je tudi profesor medicine na Univerzi Columbia, v bolnišnici Bellevue pa je imel položaj gostujočega zdravnika in direktorja oddelka Columbia. Na obeh ustanovah je sodeloval pri razvoju kardiopulmonarnih laboratorijev ter deloval kot mentor vrste študentov. Upokojil se je leta 1961, a je ostal aktiven.
Po upokojitvi se je usmeril v zgodovino in filozofijo medicine ter na tem področju objavil več strokovnih del. Svoj status nobelovca je uporabil, da je izboril prenovo bolnišnice Bellevue, javno je kritiziral tudi Ameriško medicinsko združenje zaradi nepodpore zdravstvenemu zavarovanju. S Cournandom in drugimi člani skupine v bolnišnici Bellevue je sodeloval vse do smrti v začetku leta 1973. 

## Priznanja
Poleg Nobelove nagrade za fiziologijo ali medicino, ki si jo je razdelil s Cournandom in Forßmannom, je Richards prejel več drugih strokovnih priznanj, med njimi Koberjevo medaljo Združenja ameriških zdravnikov leta 1970. Leta 1956 je bil sprejet za člana Nacionalne akademije znanosti ZDA. Več univerz mu je ponudilo častne doktorate, to priznanje je sprejel od Univerze Yale in Univerze Columbia.